# We can!! HUGっと!プリキュア/HUGっと!未来☆ドリーマー
「We can!! HUGっと!プリキュア/HUGっと!未来☆ドリーマー」（ウィーキャン!! はぐっと!プリキュア/はぐっと!みらいドリーマー）は、宮本佳那子/キュアエール（引坂理絵）、キュアアンジュ（本泉莉奈）、キュアエトワール（小倉唯）のシングル。2018年3月7日にマーベラスから発売。

## 概要
テレビアニメ『HUGっと!プリキュア』の主題歌を収録したスプリット・シングル。オープニングテーマの「We can!! HUGっと!プリキュア」は、これまでもプリキュアシリーズに歌手としても声優としても関わってきた宮本佳那子が初めて担当するオープニング主題歌となる。前期エンディングテーマの「HUGっと!未来☆ドリーマー」は、『魔法つかいプリキュア!』以来となる、プリキュア役を担当する声優による歌唱で、今回は引坂理絵、本泉莉奈、小倉唯の3人が担当する。
前作同様DVD付属盤と通常盤の2種類が発売されており、DVD付属盤にはオープニングとエンディングのノンテロップムービーが収録されている。エンディング「HUGっと!未来☆ドリーマー」の振り付けは振付稼業air:manが担当している。また、初回限定封入特典として、いずれの盤にもジャケットサイズ・ステッカーが同梱されている。CDジャケットには、CD+DVD盤には3人のプリキュアとはぐたんが、通常盤にはそれに加えてハリハム・ハリーが描かれている。

## 収録曲
1. We can!! HUGっと!プリキュア（4:32）
歌：宮本佳那子
作詞：藤本記子（Nostalgic Orchestra）、作曲・編曲：福富雅之（Nostalgic Orchestra）
歌った宮本と楽曲制作のNostalgic Orchestraとは前作『キラキラ☆プリキュアアラモード』前期ED『レッツ・ラ・クッキン☆ショータイム』に続いての組み合わせとなる。また、本曲では宮本出演によるミュージックビデオが制作されている。
TVシリーズで使用される際はCD版には存在しないイントロが追加されている（オリジナルサウンドトラック1にTVサイズ版、ボーカルアルバム1にフルサイズの「ロング・イントロ・バージョン」が収録）。
  - テレビアニメ『HUGっと!プリキュア』オープニングテーマ
2. HUGっと!未来☆ドリーマー（3:56）
歌：キュアエール（引坂理絵）、キュアアンジュ（本泉莉奈）、キュアエトワール（小倉唯）
作詞：ミズノゲンキ、作曲・編曲：睦月周平
  - テレビアニメ『HUGっと!プリキュア』前期エンディングテーマ
3. We can!! HUGっと!プリキュア（オリジナル・メロディー入り・カラオケ／オリジナル・カラオケ）（4:32）
CD+DVD盤はオリジナル・メロディー入り・カラオケ、通常盤はオリジナル・カラオケという仕様になっている。
4. HUGっと!未来☆ドリーマー（オリジナル・メロディー入り・カラオケ／オリジナル・カラオケ）（3:51）
CD+DVD盤はオリジナル・メロディー入り・カラオケ、通常盤はオリジナル・カラオケという仕様になっている。

### DVD（CD+DVD盤のみ同梱）
1. オープニング「We can!! HUGっと!プリキュア」ノンテロップ映像
2. エンディング「HUGっと!未来☆ドリーマー」ノンテロップ映像